# Comuna Hîjivka, Baranivka
Hîjivka (în ucraineană Хижівська сільська рада) este o comună în raionul Baranivka, regiunea Jîtomîr, Ucraina, formată din satele Hîjivka (reședința) și Stovpî.

## Demografie
Componența lingvistică a satului Hîjivka
     Ucraineană (99,86%)
Conform recensământului din 2001, majoritatea populației satului Hîjivka era vorbitoare de ucraineană (99,86%), existând în minoritate și vorbitori de alte limbi.